# Guermantes
Pour les articles homonymes, voir Guermantes (homonymie).
Guermantes est une commune française située dans le département de Seine-et-Marne en région Île-de-France.
Son nom a été repris de l'écrivain Marcel Proust dans son œuvre principale : À la recherche du temps perdu, pour reprendre le toponyme d'où est originaire la famille de Guermantes.

## Géographie

### Localisation
Guermantes est à environ 3,5 km par la route, au sud de Lagny-sur-Marne. Elle fait partie du secteur 3 de la ville nouvelle de Marne-la-Vallée.

### Communes limitrophes
| Gouvernes          |                     | Conches-sur-Gondoire |
|                    | Guermantes          |                      |
| Bussy-Saint-Martin | Bussy-Saint-Georges |                      |

### Géologie et relief
L'altitude de la commune varie de 97 mètres à 121 mètres pour le point le plus haut, le centre du bourg se situant à environ 101 mètres d'altitude (mairie). Elle est classée en zone de sismicité 1, correspondant à une sismicité très faible.

### Hydrographie
La commune n’est traversée par aucun cours d'eau.

### Climat
Pour des articles plus généraux, voir Climat de l'Île-de-France et Climat de Seine-et-Marne.
En 2010, le climat de la commune est de type climat océanique dégradé des plaines du Centre et du Nord, selon une étude du CNRS s'appuyant sur une série de données couvrant la période 1971-2000. En 2020, Météo-France publie une typologie des climats de la France métropolitaine dans laquelle la commune est exposée à un climat océanique altéré et est dans une zone de transition entre les régions climatiques « Sud-ouest du bassin Parisien » et « Nord-est du bassin Parisien ».
Pour la période 1971-2000, la température annuelle moyenne est de 10,9 °C, avec une amplitude thermique annuelle de 15 °C. Le cumul annuel moyen de précipitations est de 719 mm, avec 10,9 jours de précipitations en janvier et 7,9 jours en juillet. Pour la période 1991-2020, la température moyenne annuelle observée sur la station météorologique la plus proche, située sur la commune de Torcy à 4 km à vol d'oiseau, est de 12,1 °C et le cumul annuel moyen de précipitations est de 716,4 mm,. Pour l'avenir, les paramètres climatiques de la commune estimés pour 2050 selon différents scénarios d'émission de gaz à effet de serre sont consultables sur un site dédié publié par Météo-France en novembre 2022.
| Mois                                  | jan.            | fév.           | mars          | avril         | mai            | juin          | jui.           | août           | sep.          | oct.            | nov.            | déc.            | année      |
| ------------------------------------- | --------------- | -------------- | ------------- | ------------- | -------------- | ------------- | -------------- | -------------- | ------------- | --------------- | --------------- | --------------- | ---------- |
| Température minimale moyenne (°C)     | 2,2             | 2,3            | 4             | 6,1           | 9,6            | 12,7          | 14,6           | 14,2           | 11,2          | 8,8             | 5,1             | 2,9             | 7,8        |
| Température moyenne (°C)              | 4,8             | 5,6            | 8,3           | 11,2          | 14,6           | 18            | 20,1           | 19,8           | 16,3          | 12,8            | 8,1             | 5,5             | 12,1       |
| Température maximale moyenne (°C)     | 7,4             | 8,9            | 12,6          | 16,2          | 19,7           | 23,2          | 25,6           | 25,5           | 21,5          | 16,8            | 11,1            | 8               | 16,4       |
| Record de froid (°C) date du record   | −12,6 07.01.09  | −11,4 07.02.12 | −8,6 01.03.05 | −3,3 06.04.21 | 0,4 07.05.1997 | 2,8 04.06.01  | 6,6 13.07.1993 | 5,8 28.08.1998 | 2 30.09.18    | −3,4 30.10.1997 | −9,7 24.11.1998 | −9,6 29.12.1996 | −12,6 2009 |
| Record de chaleur (°C) date du record | 17,3 05.01.1999 | 20,9 27.02.19  | 26,2 31.03.21 | 28,8 20.04.18 | 31,6 27.05.05  | 36,6 27.06.11 | 42,1 25.07.19  | 39,7 11.08.03  | 35,7 08.09.23 | 28,7 02.10.11   | 21,9 07.11.15   | 17,8 07.12.00   | 42,1 2019  |
| Précipitations (mm)                   | 57,2            | 53,2           | 52,5          | 50            | 71,3           | 57,6          | 60,5           | 66,1           | 53,3          | 60,5            | 59,5            | 74,7            | 716,4      |

### Milieux naturels et biodiversité
Aucun espace naturel présentant un intérêt patrimonial n'est recensé sur la commune dans l'inventaire national du patrimoine naturel,,.

## Urbanisme

### Typologie
Au 1er janvier 2024, Guermantes est catégorisée grand centre urbain, selon la nouvelle grille communale de densité à sept niveaux définie par l'Insee en 2022.
Elle appartient à l'unité urbaine de Paris, une agglomération inter-départementale regroupant 407  communes, dont elle est une commune de la banlieue,,. Par ailleurs la commune fait partie de l'aire d'attraction de Paris, dont elle est une commune du pôle principal,. Cette aire regroupe 1 929 communes,.

### Lieux-dits et écarts
La commune compte 8 lieux-dits administratifs répertoriés consultables ici (source : le fichier Fantoir).

### Occupation des sols
L'occupation des sols de la commune, telle qu'elle ressort de la base de données européenne d’occupation biophysique des sols Corine Land Cover (CLC), est marquée par l'importance des territoires artificialisés (78,4 % en 2018), en augmentation par rapport à 1990 (49,2 %). La répartition détaillée en 2018 est la suivante :
zones urbanisées (44,5%), espaces verts artificialisés, non agricoles (33,9%), forêts (13,7%), zones agricoles hétérogènes (7,9 %).
Parallèlement, L'Institut Paris Région, agence d'urbanisme de la région Île-de-France, a mis en place un inventaire numérique de l'occupation du sol de l'Île-de-France, dénommé le MOS (Mode d'occupation du sol), actualisé régulièrement depuis sa première édition en 1982. Réalisé à partir de photos aériennes, le Mos distingue les espaces naturels, agricoles et forestiers mais aussi les espaces urbains (habitat, infrastructures, équipements, activités économiques, etc.) selon une classification pouvant aller jusqu'à 81 postes, différente de celle de Corine Land Cover,,. L'Institut met également à disposition des outils permettant de visualiser par photo aérienne l'évolution de l'occupation des sols de la commune entre 1949 et 2018.

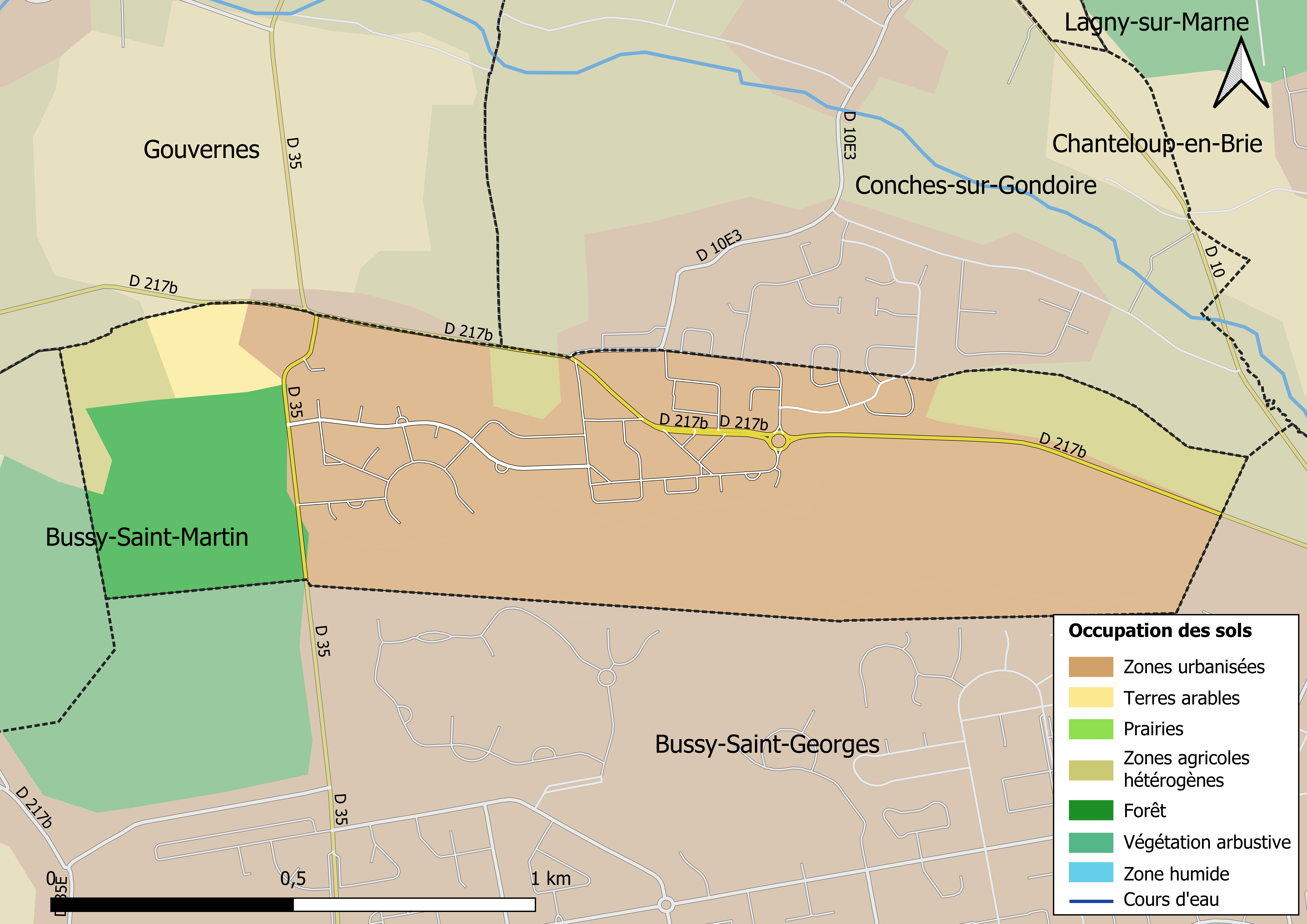
Carte des infrastructures et de l'occupation des sols en 2018 (CLC) de la commune.
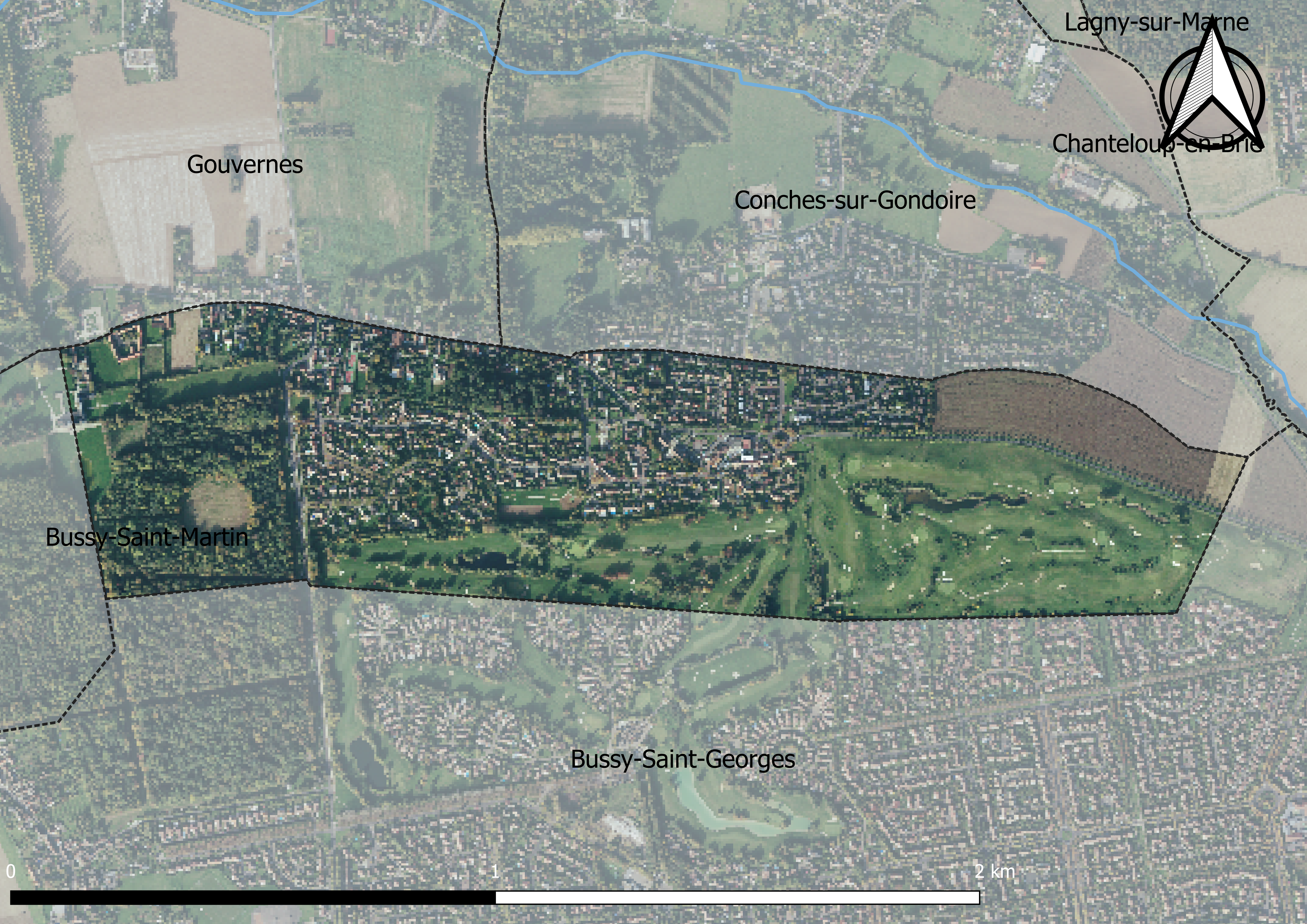
Carte orhophotogrammétrique de la commune.

### Planification
La loi SRU du 13 décembre 2000 a incité les communes à se regrouper au sein d’un établissement public, pour déterminer les partis d’aménagement de l’espace au sein d’un SCoT, un document d’orientation stratégique des politiques publiques à une grande échelle et à un horizon de 20 ans et s'imposant aux documents d'urbanisme locaux, les PLU (Plan local d'urbanisme). La commune est dans le territoire du SCOT Marne, Brosse et Condoire, approuvé en février 2013 et dont la révision a été lancée en 2017 par la Communauté d'Agglomération de Marne et Gondoire.
La commune disposait en 2019 d'un plan local d'urbanisme en révision. Le zonage réglementaire et le règlement associé peuvent être consultés sur le Géoportail de l'urbanisme.

### Logement
En 2016, le nombre total de logements dans la commune était de 465 dont 87,2 % de maisons et 12,8 % d’appartements.
Parmi ces logements, 95 % étaient des résidences principales, 0,9 % des résidences secondaires et 4,1 % des logements vacants.
La part des ménages fiscaux propriétaires de leur résidence principale s’élevait à 85,6 % contre 12,8 % de locataires et 1,6 % logés gratuitement,.

## Toponymie
La commune de Guermantes s'appelait autrefois Le Chemin en 1344, ou dans certains textes « le Chemin en Brie ». Cette appellation se rapproche d'un toponyme local le « Grand Chemin de Paris » qui traversait le village ou d'un des nombreux chemins des pèlerins vers Saint Jacques de Compostelle, s'appuyant sur la dédicace de l'église à Saint Christophe et Saint Jacques, patrons des voyageurs. Dès le XIVe siècle il est fait mention dans un manuscrit de l'abbaye de Sainte Geneviève, de terres situées « in via de Guermant ». Ce n'est qu'au XVIIe siècle que le village prend définitivement le nom de Guermante.
Le nom de la localité est mentionné sous les formes Guermante en 1661 ; Guyermante en 1720; Guermande en 1739; Guermantes v. 1757 v. 1857.

## Histoire

### Château et fief de Guermantes
Il existait au XVe siècle un fief de Guermantes et un château qui se situait près de Bussy-Saint-Martin ; le village s’appelait alors Le Chemin-en-Brie et relevait au moins depuis le XIIe siècle d'une famille seigneuriale locale, les du Chemin. Marguerite du Chemin est signalée en 1208, elle est la nièce d'Aubert de Lagny (il existe un Aubert de Lagny fl. de la 2e moitié du XIIe siècle jusqu'au début du XIIe siècle, un homme des comtes de Champagne et de Brie ; et un Aubert abbé de Lagny en 1220-1223). Un siècle et demi plus tard, la veuve héritière de Nicolas du Chemin, Jacqueline d'Aÿ (elle semble être la sœur de Jean d'Aÿ, avocat général au Parlement en 1375 ; sa nièce homonyme Jacqueline, † 1404, fille de Jean d'Aÿ, transmit par son mariage la vicomté d'Aÿ et Claye à la famille du Drac), se remarie avec Jean Ier Baillet († 1358 ; d'où Pierre, seigneur de Sceaux), puis en 1362 avec Pierre Blanchet, † av. 1395 ; ce dernier, secrétaire du roi sous les Valois Philippe, Jean et Charles, va accumuler les biens autour de sa seigneurie de La Queue,, reçue de Charles V en 1364 lors de son anoblissement : Pontault, Pontillault, Berchères (à Pontault), Noiseau, Sucy, Amboile (Ormesson), Créteil, Valenton, les Bordes, Bonneuil, le Pont de Charenton, et en partie Roissy, Ferrières, Champigny et Torcy. Jacqueline d'Aÿ est la 2e femme de Pierre Blanchet, qui était veuf d'Isabeau le Pelletier (et par cette dernière, père de : Louis, marié à Guillemette Baillet, la fille de Jacqueline d'Aÿ et Jean Baillet ; Hugues, maître des requêtes, diplomate, chapelain en 1382 et trésorier en 1399 de la Ste-Chapelle, aussi chapelain du Collège de Navarre de 1398 à sa † en 1406 ; et Renaude Blanchet, femme de François de Chanteprime, le frère de Jean).
Après avoir donné son allégeance en 1431 au roi d'Angleterre, Hugues Rapiout est prévôt des marchands de Paris de 1432 à 1434, et seigneur de Torcy, Livry-en-Aulnoye et du Chemin-en-Brie (Guermantes) jusqu'à sa mort en 1436.
Dans la 2e moitié du XVe siècle, Pierre Poignant, conseiller au Parlement, maître des requêtes de l'Hôtel, est seigneur d'Athis, Louans, Aigremont, Tillières (à Poissy), Achères, Souplainville, des Granges-le-Roi, ainsi que du Chemin et Roquemont (à Bussy). Sa fille Catherine, dame d'Athis, de Guermantes et du Chemin, de Roquemont — sœur de Charlotte Poignant qui épouse Jacques du Drac sire de Claye — devient en 1474 la femme de Nicolas Viole (1440-1518), sire d'Andrezel et de Noiseau, prévôt des marchands, maître des requêtes, correcteur en la Chambre des Comptes.
La famille Viole est donc propriétaire du Chemin, Guermantes et Roquemont depuis la fin du XVe siècle.
Au début du XVIIe siècle le vieux château est en ruine, Claude Viole (1567-1638 ; fils de Pierre Ier Viole du Chemin/de Guermantes, † 1601) entreprend la construction de nouveaux bâtiments, manoir et ferme avec colombier,
se rapprochant ainsi du village d’un kilomètre environ.
En 1633 Pierre II Viole (1601-1667), fils de Claude, reçoit le château et l’office de conseiller du Roi de son père en cadeau lors de son mariage avec Marie Vallée, fille de Jacques Vallée des Barreaux et Barbe Dolu. Dans ses terres il agit en seigneur, ayant obtenu du Roi en 1648 la réunion de la seigneurie du Chemin et des fiefs de Guermantes et de Roquemont en châtellenie. Pierre Viole ajoute deux pavillons au bâtiment existant et entreprend d’agrandir son parc par de nombreuses négociations foncières. Pierre Viole est promu président au Parlement de Paris et est nommé capitaine de l’île Notre-Dame durant le premier siège de Paris lors de la Fronde, mais devient après le 19 mars 1649 un fidèle du prince de Condé. Le 27 mars 1654 il est proscrit pour crime de félonie et de lèse-majesté. Le 27 juin 1652, le jeune Louis XIV, sa mère Anne et Mazarin avaient couché à Guermantes.
Dès le 19 août 1651, Pierre II avait fait don de Guermantes à son neveu Nicolas Viole de L'Hervilliers, capitaine aux gardes de Sa Majesté, gardant l’usufruit pour lui et sa femme Marie Vallée des Barreaux, qu'il avait épousée en 1633/1634. De ce fait la confiscation de Guermantes au profit du comte de Grandpré (sans doute Charles-François de Joyeuse, comte de Grandpré, resté fidèle au roi et à Mazarin, ruiné par la Fronde et surendetté) ne prit pas effet, ce dernier ne voulant pas se lancer dans les complications d’une procédure.
Nicolas a épousé Anne Boyer en 1652 et est mort en août 1654 laissant deux enfants en bas âge. En novembre 1659 il (Qui ? Référence nécessaire) retrouve son foyer et termine sa carrière politique. En 1666 Marie Vallée, sa femme établit des religieuses sur ses terres pour soigner les malades.
Le 29 août 1667 (ou le 7 septembre 1667), Pierre II Viole meurt, âgé de 67 ans, Pierre Viole III, fils de Nicolas, n’a que quinze ans. Philippe du Buisson et B. Bourgeois sont nommés
ses tuteurs jusqu’en 1676. En 1678 il est reçu conseiller du roi en son Grand Conseil. Il épouse Marie Grieulet de Soisy. Il loue la ferme et une partie du
château à André Frain, laboureur. Il morcelle de petits terrains autour de Guermantes, hypothèque la propriété, vend des arbres…
En 1698, criblé de dettes, Pierre Viole III vend la propriété à Paulin Prondre (1650-1723), sire de Millançay et Marcheval, receveur général des Finances de Lyon, président à la Chambre des Comptes, Grand audiencier de France. Paulin Prondre, marié à Anne-Marie Petit de Ravannes en 1694, avait reçu en cadeau de son oncle, Joachim Prondre, une somme pour acheter une terre. Prondre va entreprendre de nombreux embellissements réalisés par Mansart, Perrault, Robert de Cotte, Le Nôtre, le sculpteur Jean Hanard, le peintre Mérelle…
Paulin Pondre continue d’acheter des terres aux environs — dont Bussy-Saint-Georges et son château en ruine. Il fait construire une terrasse au bout de la longue allée de Bussy-Saint-Martin et enclôt le parc. Il détient aussi Roquemont et la Rivière à Bussy.
Acquéreur, Jean Law entra en jouissance de Guermantes en 1719, qu’il ne paya pas (le prix était de 800 000 livres). Paulin Prondre fut donc renvoyé en possession de son bien en septembre 1721. Il expira le 11 décembre 1723 après deux attaques d’apoplexie. C’est son fils Paulin-Gabriel (1698-1775) qui hérita des terres et seigneurie de Guermantes; il épousa Adélaïde-Marie Camus-Destouches en 1737 (fille de Michel et nièce de Louis), et fut un grand chicanier ; il prit le titre de marquis en faisant l’acquisition de la terre de Ravenel en 1750, et son fils Emmanuel-Maurice se titrera comte de Fleurange : désormais les Pondre de Guermantes sont appelés par courtoisie comtes ou marquis de Guermantes.
En 1756 un incendie, provoqué par la foudre, détruira la bibliothèque. Paulin-Gabriel eut pour fils : Emmanuel-Maurice, sire de Guermantes et de Bussy (Bussy et Bussy), comte de Fleurange (1747-1785 ; dit le comte de Guermantes), et Louis-Ernest, marquis de Ravenel (né en 1758 ; dit le marquis de Guermantes) ; en 1773 Emmanuel-Maurice,, épouse Louise-Marthe de Tissart de Rouvre(s) (1754-1804 ; elle était la fille de Louis-Jacques-Noël Tissart de Rouvres, lui-même fils de Louis-Alexandre Tissart et Madeleine Brulart dame de Rouvres, fille de Noël Brulart de la Borde (1632-1694), baron de Sombernon et comte de Rouvres, et de Jeanne Gruin) ; Emmanuel-Paulin-Louis naît de cette union en 1775 peu avant le décès de son grand-père Paulin-Gabriel.
Chevalier de Saint-Louis, premier lieutenant de la compagnie Colonelle des Gardes françaises, Emmanuel-Maurice Prondre meurt à 38 ans en 1785. Son fils Emmanuel-Paulin-Louis (1775-1805 ; dit le comte de Guermantes) a alors 10 ans, il hérite de Guermantes qui est mis en location sur les conseils de son tuteur. Louise de Caradeuc de Mornay est locataire de 1785 à 1791; le comte Dumetz ne loua que quelques mois, cédant à la « principe » Barbe Schacovsky, née baronne de Stroganoff.
En 1792, les Lasteyrie du Saillant, dont la marquise de Ximenès d’Aragon, nièce de Mirabeau, louent le domaine (la marquise, épouse en 1789 de Ferdinand-François de Ximenès d'Aragon, était née Charlotte-Françoise de Lasteyrie du Saillant (1765-1810), fille de Charles marquis du Saillant et d'Elisabeth-Charlotte de Riquetti (1747-1820), la sœur du tribun ; ledit Charles de Lasteyrie du Saillant (1740-1815) avait pour frère puîné Charles-Philibert) ; les Lasteyrie du Saillant restèrent locataires jusqu’en 1800. Les Prondre de Guermantes furent arrêtés le 24 juin 1794 et envoyés à Sainte-Pélagie.
Le 4 septembre 1794, Emmanuel-Paulin-Louis sort de prison où il était incarcéré depuis le 16 juillet ; un mois plus tard sa mère et ses deux sœurs sont libérées à Chartres. Le 30 janvier 1795, après bien des démêlés il rentre dans la propriété familiale. Emmanuel-Paulin-Louis Prondre épouse le 20 mars 1798 Eulalie de Brisay (1779-1866) dont il aura deux filles, Albertine (1799-1819) et Ernestine (1800-1884) Prondre de Guermantes ; il meurt le 3 novembre 1800.
Le 21 novembre 1802 Eulalie de Brisay, veuve Prondre de Guermantes, épouse Jean-Baptiste, marquis de Tholozan (1771-1858). Le comte Louis Auguste Picot de Dampierre (1780-1841), cousin germain d’Eulalie de Brisay (car elle était fille d'Ange-René de Brisay et d'Émilie-Louise Picot de Dampierre), colonel, chevalier de Saint-Louis, épouse Ernestine Prondre de Guermantes, fille d'Eulalie de Brisay et d'Emmanuel-Paulin-Louis, en 1817. Le couple va demeurer à Guermantes, cohabitant avec Albertine de Guermantes, sœur aînée de la mariée, le marquis de Tholozan leur beau-père, leur mère Eulalie de Brisay et leurs enfants Ernest (1808-1890) et Eulalie de Tholozan (née en 1803/1804-† 1889), ainsi que le marquis de Brisay, frère de Mme de Tholozan. La comtesse Ernestine Prondre de Guermantes reste célèbre dans l'histoire de la neurologie comme première patiente décrite atteinte d'une maladie des tics chroniques par Jean Marc Gaspard Itard (1755-1838) et premier cas repris par Georges Gilles de la Tourette (1857-1904) pour décrire la maladie éponyme (Walusinski O, Féray JC. The Marquise de Dampierre identified at last, the first described clinical case of Gilles de la Tourette syndrome. Rev Neurol (Paris). 2020 ;176(10):754-762. doi: 10.1016/j.neurol.2020.01.353.).
Julie Marie de Chastenet de Puységur (1830-1913), fille de Gaspard-Jules de Chastenet de Puységur (1799-1830) et d'Eulalie de Tholozan, qui s'étaient mariés en 1829, épouse en 1849 Clément-Gustave Baillardel, baron de Lareinty (1824-1901 ; président du Conseil général et sénateur de la Loire-inférieure.
Le 8 juillet 1884, Mme Émilie-Ernestine Pondre de Guermantes, comtesse Picot de Dampierre, meurt en laissant sa part de Guermantes aux Lareinty (qui donc ne descendent pas des Prondre de Guermantes). Les écarts de langage de la comtesse Ernestine Picot de Dampierre sont célèbres, elle ne pouvait s’empêcher de penser tout haut, sans indulgence… Elle s'était rendue célèbre pour avoir affublé le riche industriel et aventurier Henri Menier du surnom de « baron Cacao », ou moqué son voisin le châtelain de Ferrières, James de Rothschild. Selon Edmond de Goncourt, lui-même langue de vipère, en visite au château le 7 septembre 1873, les autres femmes de la famille (la demi-sœur d'Ernestine, Eulalie de Tholozan, sa fille Julie de Puységur et la fille de celle-ci, Guillemette de Lareinty) ne manquaient pas non plus « du plus exquis et du plus meurtrier esprit français »...
Guillaume Ier de Prusse, occupant Ferrières avec Bismarck, est reçu au château en septembre 1870.
Le 10 juin 1885, Jules de Lareinty (1852-1900 ; fils de Julie de Puységur et du baron Clément-Gustave de Lareinty ; député de la Loire-Inférieure) épouse Louise (Valentine) de Sabran-Pontevès (1864-1914 ; fille d'Elzéar, duc de Sabran-Pontevès (1840-1894) et de Marie-Julie de Luynes). La sœur de Jules, Guillemette Baillardel de Lareinty, née en 1851, épouse en 1871 le comte Gabriel/Georges de Pâris (1838-1916), ils auront une postérité ; en mai 1909 Proust sollicite vainement son ami Georges de Lauris (1876-1963), introduit dans ladite famille de Pâris, pour savoir s'il peut utiliser le nom de Guermantes pour la Recherche ; en fait, Marcel connaissait depuis 1903 le fils de Guillemette, François de Pâris (1875-1958), dont il louait la beauté du visage.
Ernest-René de Tholozan, dernier du nom, ancien page de Charles X, ancien officier de la Garde royale, frère d'Eulalie de Tholozan et demi-frère d'Ernestine Prondre de Guermantes, meurt au château de Guermantes, le 3 mars 1890, dans sa 82e année : ses neveux, petits-neveux, arrière-petits-neveux et cousins font part de son décès ; il avait eu pour précepteur vers 1824 François Raspail. Son nom fut relevé par son petit-neveu, Jules de Lareinty, en vertu d'un décret présidentiel du 14 décembre 1891 et d'un jugement du tribunal civil de Meaux du 19 janvier 1893.
Après la mort de la baronne de Lareinty (Julie de Puységur) vers 1913, ses enfants Lareinty-Tholozan décidèrent de se défaire de Guermantes et, en 1920, les meubles et le château furent mis en vente ; le château et le parc furent acquis par un marchand de bois qui, ayant commencé les coupes, revendit tout après quelques mois.
M. et Mme Maurice Hottinguer (1872-1969) l’acquièrent en décembre 1920 ; dès 1921 ils campèrent dans l’aile nord pendant les travaux. En 1939 les cousines Maupeou et leur mère sont accueillies au château. Blanche Hottinguer (1884-1951 ; femme de Maurice ; née de Maupeou) meurt en 1951 : elle avait évité en août 1944 que le village et le château ne soient brûlés et des otages fusillés par les occupants allemands en représailles d'un attentat contre un des leurs, se proposant même comme otage. En 1942, c’est Pierre Hottinguer (1917-2006 ; fils cadet de Maurice et père de François, né en 1944 ; la sœur de Pierre, Suzanne Vernes, née Hottinguer (1908-1997), est l'historienne du château de Guermantes) qui reçoit Guermantes, lors de son mariage avec Sylvie Feray.
Le château est cédé en 2008 et désormais occupé par un centre de séminaires.

### Affaire Estelle Mouzin
L' affaire Estelle Mouzin est une affaire criminelle française ayant commencé le 9 janvier 2003 avec la disparition à Guermantes en Seine-et-Marne d'Estelle Mouzin, fillette alors âgée de 9 ans qui revenait de l'école.

## Politique et administration

### Liste des maires
| Période                                  | Période   | Identité             | Étiquette | Qualité |
| ---------------------------------------- | --------- | -------------------- | --------- | ------- |
| Les données manquantes sont à compléter. |           |                      |           |         |
| 1900                                     | 1908      | Thiburce Gateau      |           |         |
| 1908                                     | 1919      | Louis Rigal          |           |         |
| 1919                                     | mars 1965 | André Thierry        |           |         |
| mars 1965                                | mars 1971 | Raoul Mattei         |           |         |
| mars 1971                                | mars 1977 | Joseph Hild          |           |         |
| mars 1977                                | juin 1995 | Christian-Jean Baney |           |         |
| juin 1995                                | mars 2014 | Guy Jelensperger     |           |         |
| mars 2014                                | En cours  | Denis Marchand       |           | Employé |

## Équipements et services

### Eau et assainissement
L’organisation de la distribution de l’eau potable, de la collecte et du traitement des eaux usées et pluviales relève des communes. La loi NOTRe de 2015 a accru le rôle des EPCI à fiscalité propre en leur transférant cette compétence. Ce transfert devait en principe être effectif au 1er janvier 2020, mais la loi Ferrand-Fesneau du 3 août 2018 a introduit la possibilité d’un report de ce transfert au 1er janvier 2026,.

#### Assainissement des eaux usées
En 2020, la gestion du service d'assainissement collectif de la commune de Guermantes est assurée par le SIA de Marne-la-Vallée (SIAM) pour le transport. Ce service est géré en délégation par une entreprise privée, dont le contrat arrive à échéance le 31 décembre 2025,,.
La station d'épuration Equalia est quant à elle gérée par le SIA de Marne-la-Vallée (SIAM) qui a délégué la gestion à une entreprise privée, VEOLIA, dont le contrat arrive à échéance le 31 décembre 2020,.
L’assainissement non collectif (ANC) désigne les installations individuelles de traitement des eaux domestiques qui ne sont pas desservies par un réseau public de collecte des eaux usées et qui doivent en conséquence traiter elles-mêmes leurs eaux usées avant de les rejeter dans le milieu naturel. La communauté d'agglomération Marne et Gondoire (CAMG) assure pour le compte de la commune le service public d'assainissement non collectif (SPANC), qui a pour mission de vérifier la bonne exécution des travaux de réalisation et de réhabilitation, ainsi que le bon fonctionnement et l’entretien des installations. Cette prestation est déléguée à la Société Française de Distribution d’Eau (SFDE), dont le contrat arrive à échéance le 31 décembre 2025,.

#### Eau potable
En 2020, l'alimentation en eau potable est assurée par le SMAEP de la région de Lagny-sur-Marne qui en a délégué la gestion à l'entreprise Veolia, dont le contrat expire le 1er janvier 2026,,.

## Population et société

### Démographie
L'évolution du nombre d'habitants est connue à travers les recensements de la population effectués dans la commune depuis 1793. Pour les communes de moins de 10 000 habitants, une enquête de recensement portant sur toute la population est réalisée tous les cinq ans, les populations de référence des années intermédiaires étant quant à elles estimées par interpolation ou extrapolation. Pour la commune, le premier recensement exhaustif entrant dans le cadre du nouveau dispositif a été réalisé en 2008.

En 2022, la commune comptait 1 151 habitants, en évolution de +0,7 % par rapport à 2016 (Seine-et-Marne : +3,92 %, France hors Mayotte : +2,11 %).
| 1793 | 1800 | 1806 | 1821 | 1831 | 1836 | 1841 | 1846 | 1851 |
| ---- | ---- | ---- | ---- | ---- | ---- | ---- | ---- | ---- |
| 178  | 151  | 187  | 197  | 203  | 180  | 188  | 188  | 185  |

| 1856 | 1861 | 1866 | 1872 | 1876 | 1881 | 1886 | 1891 | 1896 |
| ---- | ---- | ---- | ---- | ---- | ---- | ---- | ---- | ---- |
| 183  | 166  | 186  | 184  | 165  | 163  | 146  | 164  | 174  |

| 1901 | 1906 | 1911 | 1921 | 1926 | 1931 | 1936 | 1946 | 1954 |
| ---- | ---- | ---- | ---- | ---- | ---- | ---- | ---- | ---- |
| 173  | 161  | 138  | 137  | 167  | 162  | 139  | 139  | 176  |

| 1962 | 1968 | 1975 | 1982 | 1990  | 1999  | 2006  | 2008  | 2013  |
| ---- | ---- | ---- | ---- | ----- | ----- | ----- | ----- | ----- |
| 154  | 169  | 243  | 489  | 1 128 | 1 392 | 1 302 | 1 276 | 1 165 |

| 2018  | 2022  | - | - | - | - | - | - | - |
| ----- | ----- | - | - | - | - | - | - | - |
| 1 151 | 1 151 | - | - | - | - | - | - | - |

## Économie

### Revenus de la population et fiscalité
En 2019, le nombre de ménages fiscaux de la commune était de 442, représentant 1 185 personnes et la  médiane du revenu disponible par unité de consommation  de 31 370 euros.

### Emploi
En 2018, le nombre total d’emplois dans la zone était de 175, occupant 566 actifs  résidants (dont 8,5 % dans la commune de résidence et 91,5 % dans une commune autre que la commune de résidence).
Le taux d'activité de la population (actifs ayant un emploi) âgée de 15 à 64 ans s'élevait à 71,7 % contre un taux de chômage de 5 %.
Les 23,2 % d’inactifs se répartissent de la façon suivante : 9,8 % d’étudiants et stagiaires non rémunérés, 9,2 % de retraités ou préretraités et 4,3 % pour les autres inactifs.

### Secteurs d'activité

#### Entreprises et commerces
Au 31 décembre 2019, le nombre d’unités légales (activités marchandes hors agriculture) par secteur d'activité était de 105 dont 3 dans l’industrie manufacturière, industries extractives et autres, 19 dans la construction, 26 dans le commerce de gros et de détail, transports, hébergement et restauration, 10 dans l’Information et communication, 7 dans les activités financières et d'assurance, 4 dans les activités immobilières, 19 dans les activités spécialisées, scientifiques et techniques et activités de services administratifs et de soutien, 10 dans l’administration publique, enseignement, santé humaine et action sociale et 7 étaient relatifs aux autres activités de services.
En 2021, 23 entreprises ont été créées sur le territoire de la commune, dont 18 individuelles.
Au 1er janvier 2022, la commune ne disposait pas d’hôtel et de terrain de camping.

#### Agriculture
Guermantes est dans la petite région agricole dénommée les « Vallées de la Marne et du Morin », couvrant les vallées des deux rivières, en limite de la Brie. En 2010, l'orientation technico-économique de l'agriculture sur la commune est la culture de céréales et d'oléoprotéagineux (COP).
Si la productivité agricole de la Seine-et-Marne se situe dans le peloton de tête des départements français, le département enregistre un double phénomène de disparition des terres cultivables (près de 2 000 ha par an dans les années 1980, moins dans les années 2000) et de réduction d'environ 30 % du nombre d'agriculteurs dans les années 2010. Cette tendance se retrouve au niveau de la commune où le nombre d’exploitations est passé de 2 en 1988 à 1 en 2010. Parallèlement, la taille de ces exploitations diminue, passant de 92 ha en 1988 à 80 ha en 2010.
Le tableau ci-dessous présente les principales caractéristiques des exploitations agricoles de Guermantes, observées sur une période de 22 ans :
|                                      | 1988 | 2000 | 2010 |
| ------------------------------------ | ---- | ---- | ---- |
| Dimension économique,                |      |      |      |
| Nombre d’exploitations (u)           | 2    | 1    | 1    |
| Travail (UTA)                        | 15   | 0    | 0    |
| Surface agricole utilisée (ha)       | 183  | 100  | 80   |
| Cultures                             |      |      |      |
| Terres labourables (ha)              | s    | s    | s    |
| Céréales (ha)                        | s    | s    | s    |
| dont blé tendre (ha)                 | s    | s    | s    |
| dont maïs-grain et maïs-semence (ha) | s    | s    | s    |
| Tournesol (ha)                       | 0    |      |      |
| Colza et navette (ha)                | 0    |      |      |
| Élevage                              |      |      |      |
| Cheptel (UGBTA)                      | 10   | 0    | 0    |

## Culture locale et patrimoine

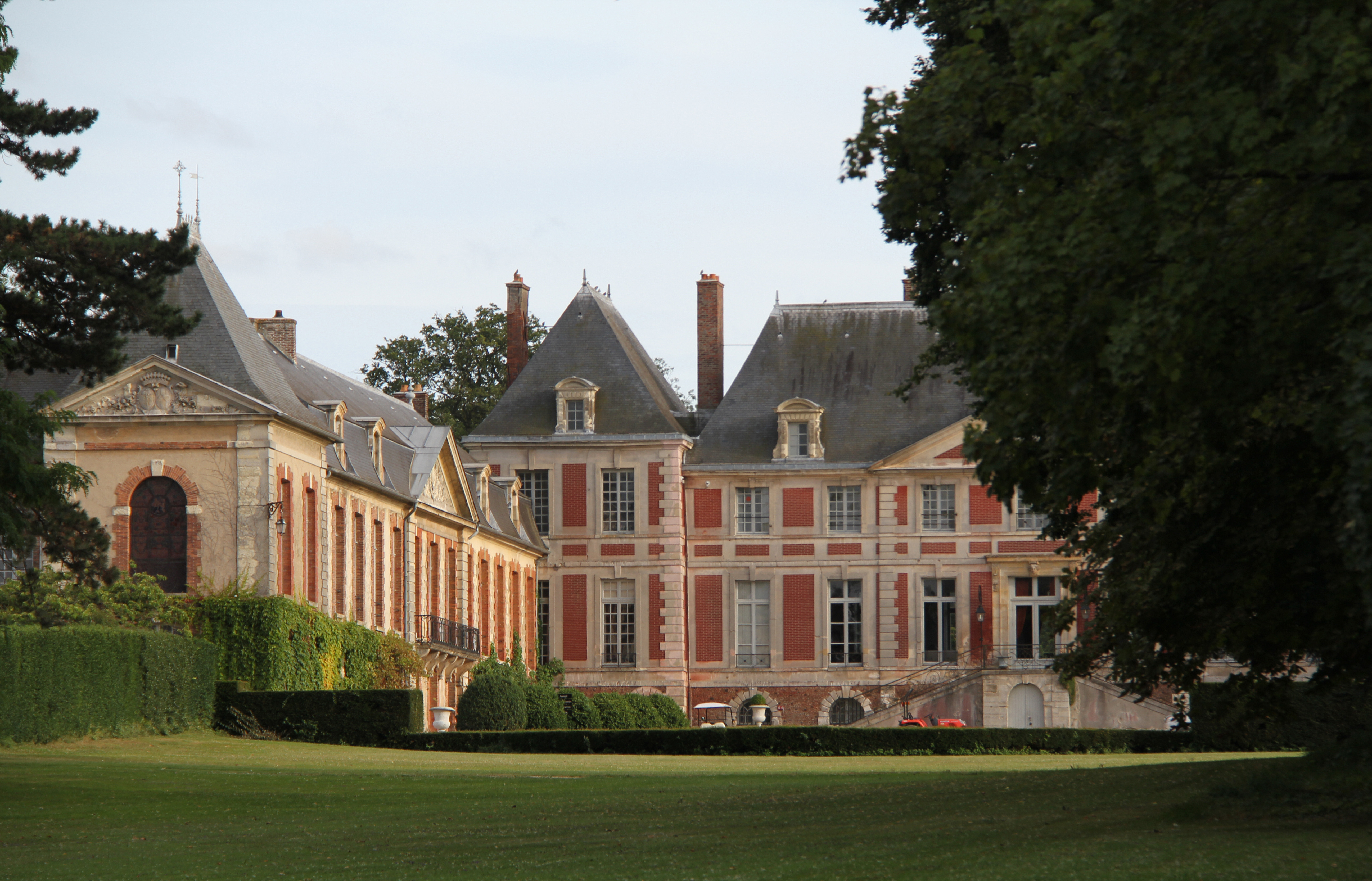
Le château de Guermantes.

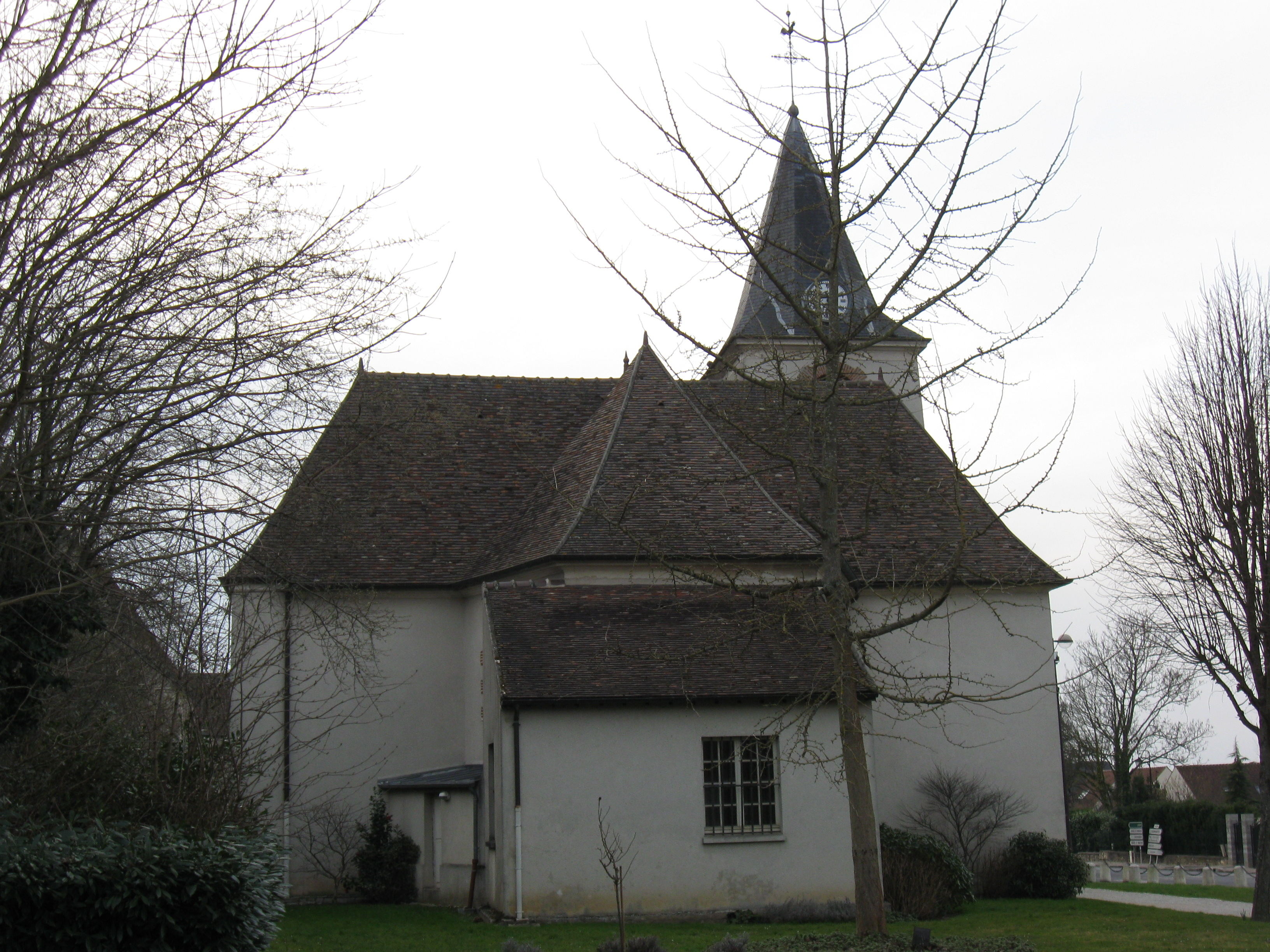
L'église Saint-Christophe-et-Saint-Jacques.

### Monuments et lieux remarquables
La commune compte deux monuments répertoriés à l'inventaire des monuments historiques (Base Mérimée) :
- Château de Guermantes, XVIIe siècle dû à Jules Hardouin-Mansart,  Inscrit MH[71] ;
- Parc du château de Guermantes,  Inscrit MH[72].

### Autres leux et monuments
- L'église Saint-Christophe-et-Saint-Jacques[73] reconstruite au XVIIIe siècle sur les plans de l'architecte François Romain.

### Personnalités liées à la commune
- Oriane de Guermantes, l'un des personnages principaux d'À la recherche du temps perdu, roman de Marcel Proust. S'inspirant entre autres de la comtesse Greffulhe, il fait d'elle et de son époux, le "duc de Guermantes" des membres de la haute aristocratie, nobles de très ancienne extraction, sans rapport aucun avec les véritables propriétaires, plus modestement titrés, du château du village francilien.
- Maurice Boitel, peintre, réalisa de nombreuses œuvres représentant Guermantes où il allait souvent à la messe, le dimanche.
- Émile-Gustave Cavallo-Péduzzi (1851-1917), peintre néo-impressionniste, posa son chevalet à Guermantes.
- Jules Baillardel de Lareinty (1852-1900), homme politique, député de la Loire-Inférieure de 1887 à 1893.

### Événements
- Le 9 janvier 2003, Estelle Mouzin, une fillette de 9 ans qui revenait de l'école, disparait à Guermantes.